# Lahiri Mahaśaja

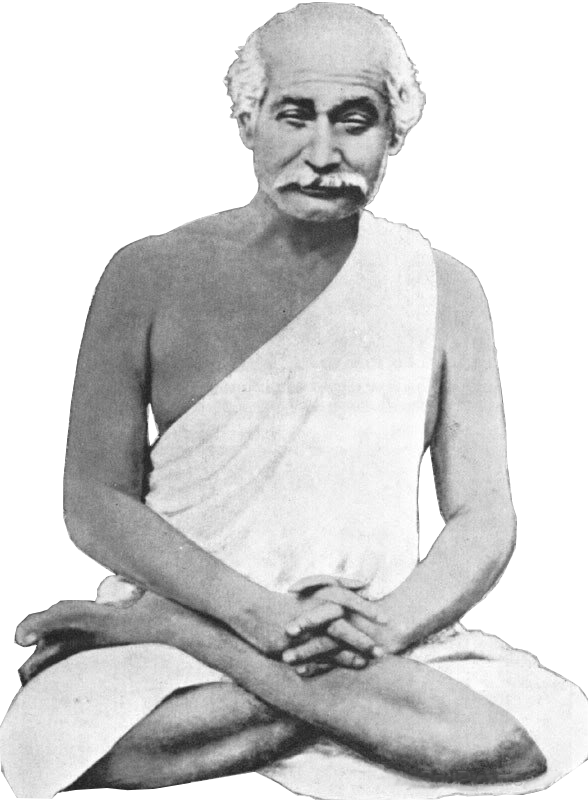
Lahiri Mahaśaja

Lahiri Mahaśaja (Shyama Charan Lahiri. bengali শ্যাম চরণ লাহিড়ী trl. Shêm Chôron Lahiṛi) (ur. 30 września 1828, zm. 26 września 1895) – indyjski guru i jogin. Jego mistrzem był Mahawatar Babadźi. Lahiri Mahaśaja był obdarzony tytułem "Jogawatar", co oznacza "Zstąpienie jogi". 
Do najsłynniejszych uczniów Lahiriego Mahaśai należą: 
- Śri Jukteśwar Giri,
- Swami Pranabananda,
- Śri Pańćanon Battaćarja,
- Paramahansa Yogananda